# 金谷友太
金谷 友太（かなや ゆうた）は、日本のアクション俳優。

## 人物
三重県出身。
スタントマンやアクロバットパフォーマーとしても数多くの映画やドラマ、ライブ、テーマパーク等で活躍。
オーストラリアとカナダへの留学経験もあり、国内外問わず活躍中。

## 代表作
- 無伴奏 - アクションコーディネーター
- タイガーマスク - サラマンダー 役

### 映画
- 劇場版 仮面ライダーディケイド オールライダー対大ショッカー（2009年）
- Wolf of Vengeance（2016年）

### CM
- おばあちゃんの激しすぎる後悔 - おばあちゃん 役

### ミュージックライブ
- B'z LIVE-GYM Pleasure - アクロバットパフォーマー

### 海外作品経歴
- TOYOTA国瑞汽車30周年記念式典 - アクロバットパフォーマー
- Sanctuary season3（台湾） - episode 10
- 2010 Hollow man（カナダ）

他多数